# Nie Haisheng
Nie Haisheng (Chinees: 聶海勝) (Zaoyang, 13 oktober 1964) is een Chinees ruimtevaarder. Hij werd in 1998 geselecteerd door de China National Space Administration. In totaal heeft Nie drie ruimtevluchten op zijn naam staan.
Nie’s eerste missie was Shenzhou 6, gelanceerd met een Lange Mars 2F-draagraket en vond plaats op 12 oktober 2005. Tijdens de missie werden nieuwe lichtgewicht-ruimtepakken getest en verschillende wetenschappelijke experimenten uitgevoerd. In 2021 ging hij voor de derde keer de ruimte in voor de missie Shenzhou 12.